# Hans och hennes
Hans och hennes är en svensk dramafilm från 2001 i regi av Daniel Lind Lagerlöf.
Johan och Anna-Karin är bosatta någonstans på landet. Trots idoga försök blir Anna-Karin aldrig gravid och deras förhållande blir lidande av att Johan så att säga aldrig kommer till skott.

## Rollista
- Jonas Karlsson - Johan
- Johanna Sällström - Anna-Karin
- Ralph Carlsson - Henrik
- Shanti Roney - Clarence
- Michalis Koutsogiannakis - Dimitris
- Lisa Lindgren - Åsa
- Michael Nyqvist - Läkare
- Ingela Olsson - Läkare på fertilitetskliniken